# Omar al-Bashir
Omar al-Bashir el. Omar Hassan Ahmad al-Bashir (arabisk: عمر حسن احمد البشير ; født 1. januar 1944) var en sudansk politisk leder og militærleder. Han var politisk leder i Sudan siden han tog magten ved et statskup mod den demokratisk valgte regering i 1989. Fra 30. juni 1989, heraf fra 16. oktober 1993 med betegnelsen præsident, til 11. april 2019 var han statsoverhoved. Al-Bashir er militært uddannet. Regeringen meddelte den 11. april 2020, at den ville samarbejde med Den Internationale Straffedomstol i sagen mod ham.
Efter magtovertagelsen har Omar al-Bashir og det regerende Nationale Kongresparti stillet op til flere valg, hvor al-Bashir er blevet genvalgt som præsident, senest ved valget den 13.-16. april 2015, hvor al-Bashri opnåede over 94% af stemmerne. Valgene i Sudan er dog fra flere sider blevet kritiseret for ikke at leve op til sædvanlige demokratiske standarder.

## Regime
Omar al-Bashirs regime er blevet karakteriseret som et brutalt diktatur. Grunden er, at han kort efter sin magtovertagelse forbød alle politiske partier og forfulgte og henrettede politiske modstandere. Desuden krævede han, at Sharia-lovgivning blev indført i hele landet, selvom det stred mod den kristne minoritet i Sydsudans ønsker. Denne beslutning førte til den 2. sudanske borgerkrig, hvor mere end 2 millioner mennesker døde. Det menes også, at han er stærkt medvirkende til folkedrabet i Darfur (hvor omkring 400.000 hidtil er blevet dræbt).
Den 19. december 2018 startede protester i Sudan over forhøjede brødpriser. Disse protester vendte sig hurtigt mod al-Bashir. Man mener, at op mod 65 mennesker er blevet dræbt i protesterne.
Efter de voldsomme protester gik al-Bashir af som præsident den 11. april 2019. Herefter overtog et militærråd midlertidigt magten i landet.

## Anklager
Anklageren ved Den Internationale Straffedomstol (ICC), Luis Moreno-Ocampo, besluttede den 14. juli 2008, at der var grundlag for at anlægge sag mod Omar al-Bashir. Anklageskriftet indeholder anklager om, at han har begået folkedrab tre gange, krigsforbrydelser to gange og forbrydelser mod menneskeheden fem gange. Det har indtil videre været umuligt at få Omar al-Bashir varetægtsfængslet, da han sjældent rejser udenfor Sudan. Omar al-Bashir deltog af samme grund ikke i Klimatopmødet 2009 i København.